# 16 mars 1953
Le lundi 16 mars 1953 est le 75e jour de l'année 1953.

## Naissances
- Óscar Ramírez, terroriste révolutionnaire péruvien
- Claus Peter Flor, chef d'orchestre allemand
- Georgette Koko, femme politique gabonaise
- Isabelle Huppert, actrice française
- Mariano Crociata, prélat catholique
- Rainer Knaak, joueur d'échecs allemand
- Richard Stallman, créateur du projet GNU et père du logiciel libre
- Yoshiharu Horii, joueur de football japonais

## Décès
- Paul Frölich (né le 7 août 1884), journaliste allemand

## Événements
- Création du musée provincial du Hubei